# Käthy Gosschalk

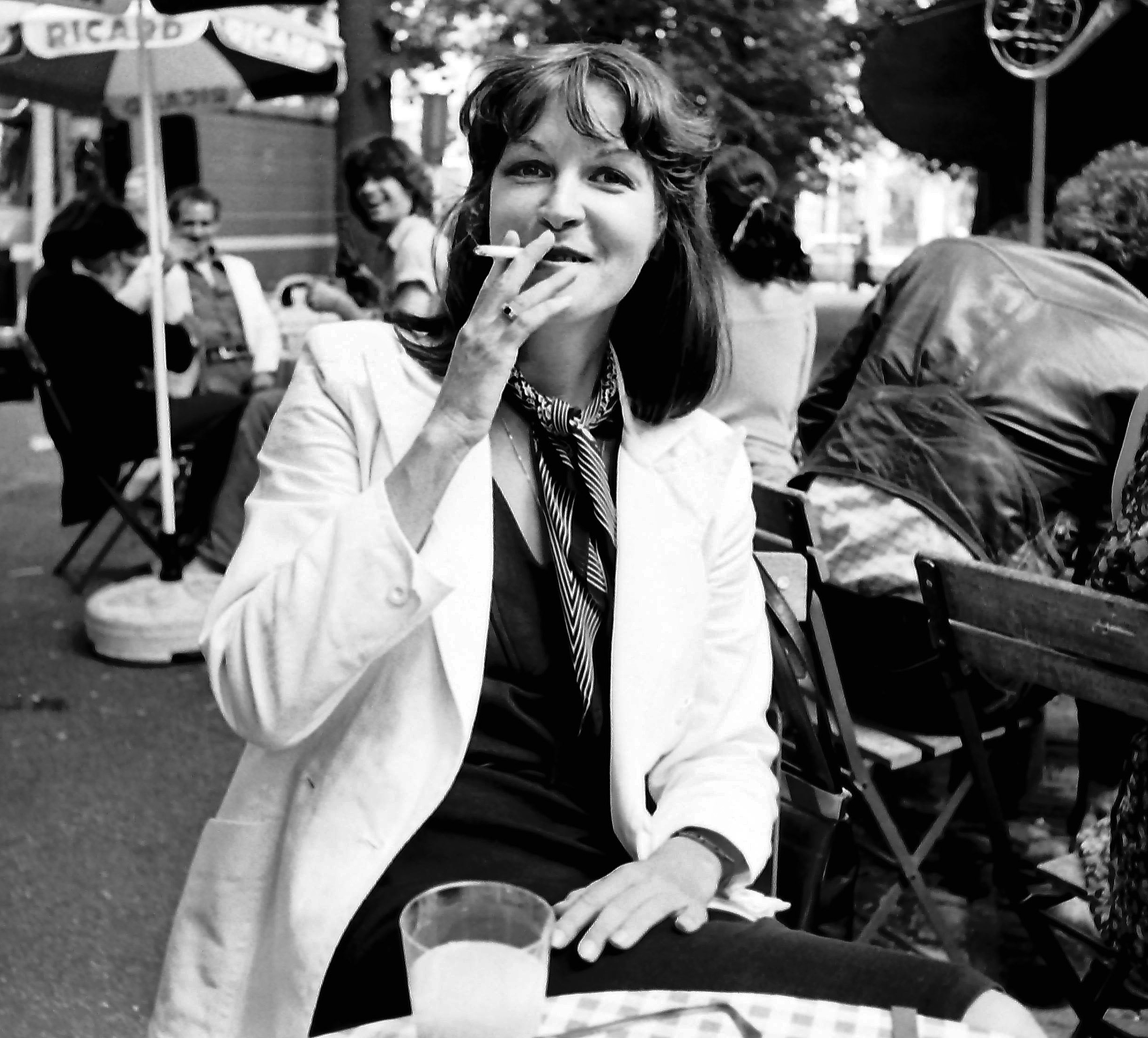
Käthy Gosschalk

Katharina Gertrud Gosschalk (Amsterdam, 30 augustus 1941 – Den Haag, 12 juli 2016) was een Nederlands danseres, danspedagoge en choreografe.
Käthy Gosschalk begon haar danscarrière in 1957 bij het Scapino Ballet, dat toen geleid werd door Hans Snoek. Ze verbleef eind jaren vijftig, begin zestig een periode in Amerika, waar ze in New York ervaring opdeed met (post)moderne dansvormen. Vanaf 1962 werkte Gosschalk veel samen met Hans van Manen bij het toen nog jonge Nederlands Dans Theater. 
Tussen 1972 en 1974 was ze actrice bij de Nieuwe Komedie, de Globe en de Appel en was ze te zien in de televisieserie "De Wolvenman".
In 1975 kon ze in Rotterdam een nieuwe dansgroep opzetten, het Werkcentrum Dans; deze kleine dansgroep werd in 1988 voortgezet onder de naam De Rotterdamse Dansgroep, die Gosschalk tot 2000 bleef leiden (het laatste jaar was ze alleen nog adviseur). Het Werkcentrum Dans was volgens Gosschalk zelf de eerste postmoderne dansgroep van Nederland; het was in ieder geval de eerste Nederlandse groep die choreografieën van mensen als Merce Cunningham,  Stephen Petronio, Tere O'Connor en Amanda Miller uitvoerde. Käthy Gosschalk was de ontdekster van veel choreografisch talent, onder wie Ton Simons, Anouk van Dijk en Hans Tuerlings. Over haar werk in Rotterdam schreef ze samen met Erik Quint het boek Moed en avontuur; 25 jaar Werkcentrum Dans / De Rotterdamse Dansgroep (1999). Hierin geeft Gosschalk haar duidelijk persoonlijke visie op de kwart eeuw waarin zij de opeenvolgende Rotterdamse dansgroepen leidde, een veelbewogen periode vol conflicten tussen een strijdbare Gosschalk en de over de groepen aangestelde bestuurders; hierbij was onder andere sprake van bijna-faillissementen en dreigende opheffingen. 
Ton Simons, sinds 1988 huischoreograaf van de groep, werd in 1999 haar opvolger.
In 1993 ontving zij de Erasmusspeld van de gemeente Rotterdam voor haar inzet voor het culturele leven en voor haar doorzettingsvermogen.